# Carlo di Brandeburgo-Schwedt
Carlo Filippo, margravio di Brandeburgo-Schwedt (Sparnberg, 5 gennaio 1673 – Casale Monferrato, 23 luglio 1695) è stato un generale tedesco della Marca di Brandeburgo.

## Biografia
Era figlio di Federico Guglielmo I di Brandeburgo e della seconda moglie Sofia Dorotea di Schleswig-Holstein-Sonderburg-Glücksburg.
Nel 1693, dopo essersi dimostrato nella battaglia di Neerwinden venne nominato tenente generale e mandato a combattere nella Guerra della Grande Alleanza a capo delle forze di Brandeburgo.
Venne chiamato a Torino dal duca di Savoia Vittorio Amedeo II e lì fece conoscenza con Caterina di Balbiano dei marchesi di Colcavagno, la vedova del capitano Giovanni Michele Gabaleone, conte di Salmour († 1691). I due si sposarono in segreto il 28 maggio 1695 al Castello de La Venaria in provincia di Torino. La Casa di Brandeburgo e il Duca di Savoia non riconobbero però il matrimonio perché non era paritario. Il Duca Vittorio Amedeo arrivò a rapire e imprigionare nel monastero di Santa Croce in Torino con le canonichesse agostiniane Caterina per evitare complicazioni diplomatiche poiché il fratellastro del margravio, l'elettore di Brandeburgo e poi re Federico I di Prussia, era indignato per le nozze senza il suo permesso. La Curia romana sostenne la richiesta di Carlo riguardo alla legalità del matrimonio, nella speranza che il matrimonio con un cattolico potesse portare il principe protestante alla conversione.
Durante questi scontri diplomatici, Carlo morì di febbre. Il suo corpo fu portato a casa e sepolto nella cripta della Casa degli Hohenzollern nel Duomo di Berlino.
La vedova andò dal suo amico Eugenio di Savoia alla corte imperiale di Vienna, si fece chiamare Madame de Brandebourg e continuò a lottare per il riconoscimento del suo matrimonio. Ha rifiutato un accordo della corte reale di Berlino in cambio della rinuncia al titolo in quanto diffamatorio. Nel 1707 si risposò con il generale sassone e ministro di Stato August Christoph von Wackerbarth e morì a Dresda nel 1719.

## Ascendenza
|                                                           |                                           |                                     | Genitori                            |  |  | Nonni |  |  | Bisnonni                           |  |  | Trisnonni                              |  |
|                                                           |                                           |                                     |                                     |  |  |       |  |  | Giovanni Sigismondo di Brandeburgo |  |  | Gioacchino III Federico di Brandeburgo |  |
|                                                           |                                           |                                     |                                     |  |  |       |  |  | Giovanni Sigismondo di Brandeburgo |  |  | Gioacchino III Federico di Brandeburgo |  |
|                                                           |                                           | Caterina di Brandeburgo-Küstrin     |                                     |  |  |       |  |  | Giovanni Sigismondo di Brandeburgo |  |  |                                        |  |
| Giorgio Guglielmo di Brandeburgo                          |                                           |                                     |                                     |  |  |       |  |  | Giovanni Sigismondo di Brandeburgo |  |  |                                        |  |
|                                                           |                                           | Anna di Prussia                     | Alberto Federico di Prussia         |  |  |       |  |  |                                    |  |  |                                        |  |
|                                                           |                                           | Anna di Prussia                     | Alberto Federico di Prussia         |  |  |       |  |  |                                    |  |  |                                        |  |
|                                                           |                                           | Anna di Prussia                     | Maria Eleonora di Jülich-Kleve-Berg |  |  |       |  |  |                                    |  |  |                                        |  |
| Federico Guglielmo I di Brandeburgo                       |                                           | Anna di Prussia                     |                                     |  |  |       |  |  |                                    |  |  |                                        |  |
|                                                           |                                           | Federico IV Elettore Palatino       | Ludovico VI del Palatinato          |  |  |       |  |  |                                    |  |  |                                        |  |
|                                                           |                                           | Federico IV Elettore Palatino       | Ludovico VI del Palatinato          |  |  |       |  |  |                                    |  |  |                                        |  |
|                                                           |                                           | Federico IV Elettore Palatino       | Elisabetta d'Assia                  |  |  |       |  |  |                                    |  |  |                                        |  |
| Elisabetta Carlotta di Wittelsbach-Simmern                |                                           | Federico IV Elettore Palatino       |                                     |  |  |       |  |  |                                    |  |  |                                        |  |
|                                                           |                                           | Luisa Giuliana di Nassau            | Guglielmo I d'Orange                |  |  |       |  |  |                                    |  |  |                                        |  |
|                                                           |                                           | Luisa Giuliana di Nassau            | Guglielmo I d'Orange                |  |  |       |  |  |                                    |  |  |                                        |  |
|                                                           |                                           | Luisa Giuliana di Nassau            | Carlotta di Borbone-Montpensier     |  |  |       |  |  |                                    |  |  |                                        |  |
| Carlo di Brandeburgo-Schwedt                              |                                           | Luisa Giuliana di Nassau            |                                     |  |  |       |  |  |                                    |  |  |                                        |  |
|                                                           | Giovanni di Schleswig-Holstein-Sonderburg | Cristiano III di Danimarca          |                                     |  |  |       |  |  |                                    |  |  |                                        |  |
|                                                           | Giovanni di Schleswig-Holstein-Sonderburg | Cristiano III di Danimarca          |                                     |  |  |       |  |  |                                    |  |  |                                        |  |
|                                                           | Giovanni di Schleswig-Holstein-Sonderburg | Dorotea di Sassonia-Lauenburg       |                                     |  |  |       |  |  |                                    |  |  |                                        |  |
| Filippo di Schleswig-Holstein-Sonderburg-Glücksburg       | Giovanni di Schleswig-Holstein-Sonderburg |                                     |                                     |  |  |       |  |  |                                    |  |  |                                        |  |
|                                                           |                                           | Elisabetta di Brunswick-Grubenhagen | Ernesto III di Sassonia-Grubenhagen |  |  |       |  |  |                                    |  |  |                                        |  |
|                                                           |                                           | Elisabetta di Brunswick-Grubenhagen | Ernesto III di Sassonia-Grubenhagen |  |  |       |  |  |                                    |  |  |                                        |  |
|                                                           |                                           | Elisabetta di Brunswick-Grubenhagen | …                                   |  |  |       |  |  |                                    |  |  |                                        |  |
| Sofia Dorotea di Schleswig-Holstein-Sonderburg-Glücksburg |                                           | Elisabetta di Brunswick-Grubenhagen |                                     |  |  |       |  |  |                                    |  |  |                                        |  |
|                                                           |                                           | Francesco II di Sassonia-Lauenburg  | Francesco I di Sassonia-Lauenburg   |  |  |       |  |  |                                    |  |  |                                        |  |
|                                                           |                                           | Francesco II di Sassonia-Lauenburg  | Francesco I di Sassonia-Lauenburg   |  |  |       |  |  |                                    |  |  |                                        |  |
|                                                           |                                           | Francesco II di Sassonia-Lauenburg  | Sibilla di Sassonia-Freiberg        |  |  |       |  |  |                                    |  |  |                                        |  |
| Sofia Edvige di Sassonia-Lauenburg                        |                                           | Francesco II di Sassonia-Lauenburg  |                                     |  |  |       |  |  |                                    |  |  |                                        |  |
|                                                           |                                           | Maria di Brunswick-Wolfenbüttel     | Giulio di Brunswick-Lüneburg        |  |  |       |  |  |                                    |  |  |                                        |  |
|                                                           |                                           | Maria di Brunswick-Wolfenbüttel     | Giulio di Brunswick-Lüneburg        |  |  |       |  |  |                                    |  |  |                                        |  |
|                                                           |                                           | Maria di Brunswick-Wolfenbüttel     | Edvige di Brandeburgo               |  |  |       |  |  |                                    |  |  |                                        |  |
|                                                           |                                           | Maria di Brunswick-Wolfenbüttel     |                                     |  |  |       |  |  |                                    |  |  |                                        |  |